# راي أوليفيرا
راي أوليفيرا (بالإنجليزية: Ray Oliveira)‏ (6 أكتوبر 1968 - ) هو ملاكم أمريكي.

## وصلات خارجية
- راي أوليفيرا على موقع بوكس ريك (الإنجليزية) (registration required)